# Gare d'Angers-Saint-Laud
La gare d'Angers-Saint-Laud est la gare ferroviaire française principale de la ville d'Angers, située dans le département de Maine-et-Loire, en région Pays de la Loire. La deuxième gare est la gare d'Angers-Maître-École. Une troisième gare, la gare d'Angers-Saint-Serge, est une ancienne gare de voyageurs détruite en 1970, et ne servant plus qu'au fret du marché d'intérêt national du Val de Loire.
Elle est mise en service en 1849 par la Compagnie du chemin de fer de Tours à Nantes, absorbée en 1852 par la Compagnie du chemin de fer de Paris à Orléans (Compagnie dite du PO). C'est une gare de la Société nationale des chemins de fer français (SNCF), desservie par des TGV (TGV inOui et Ouigo), le réseau Ouigo Train Classique, des Intercités et des TER Pays de la Loire.
L'ensemble formé par la gare ferroviaire et la gare routière est accessible par le tramway et plusieurs lignes de bus.

## Situation ferroviaire
Établie à 40 mètres d'altitude, la gare d'Angers-Saint-Laud est située au point kilométrique (PK) 342,950 de la ligne de Tours à Saint-Nazaire, entre les gares ouvertes de Trélazé et de Savennières - Béhuard. Elle est séparée de Trélazé par la gare aujourd'hui disparue de La Paperie et de Savennières - Béhuard par celles fermées de La Pointe - Bouchemaine et de Béhuard - Les Forges. S'embranchant sur cette ligne, en amont de la gare Saint-Laud, la ligne du Mans à Angers-Maître-École qui permet des relations directes entre Angers et la gare de Paris-Montparnasse.
La gare d'Angers-Saint-Laud était également l'origine de la ligne d'Angers-Saint-Laud à La Flèche aujourd'hui déclassée. La première gare en direction de La Flèche était celle de Saint-Barthélémy.

## Histoire
Avant l'arrivée du chemin de fer en ville, plusieurs projets d'implantation de la gare sont en compétition. La décision définitive est prise le 20 juillet 1847, mais les travaux pour l'arrivée en centre-ville rencontrent des difficultés de terrain et financières. C'est l'entreprise Guibert qui obtient, par adjudication le 24 juin 1848, le lot du terrassement de la gare. Une première locomotive de reconnaissance atteint La Bohalie le 28 février 1849, mais le premier contact de la population avec le chemin de fer a lieu le 18 mars, avec l'arrivée d'un train composé de trois voitures dans un « embarcadère » provisoire établi derrière le Mail à la Maître-École.
La première gare d'Angers-Saint-Laud, bien que provisoire, est inaugurée avec la ligne, le 30 juillet 1849, en présence du président de la république Louis-Napoléon Bonaparte. La mise en service a lieu le lendemain 1er août avec l'ouverture de la section Saumur - Angers de la ligne devant aller de Tours à Nantes, par la Compagnie du chemin de fer de Tours à Nantes. Elle ne dispose alors que d'un bâtiment en bois.

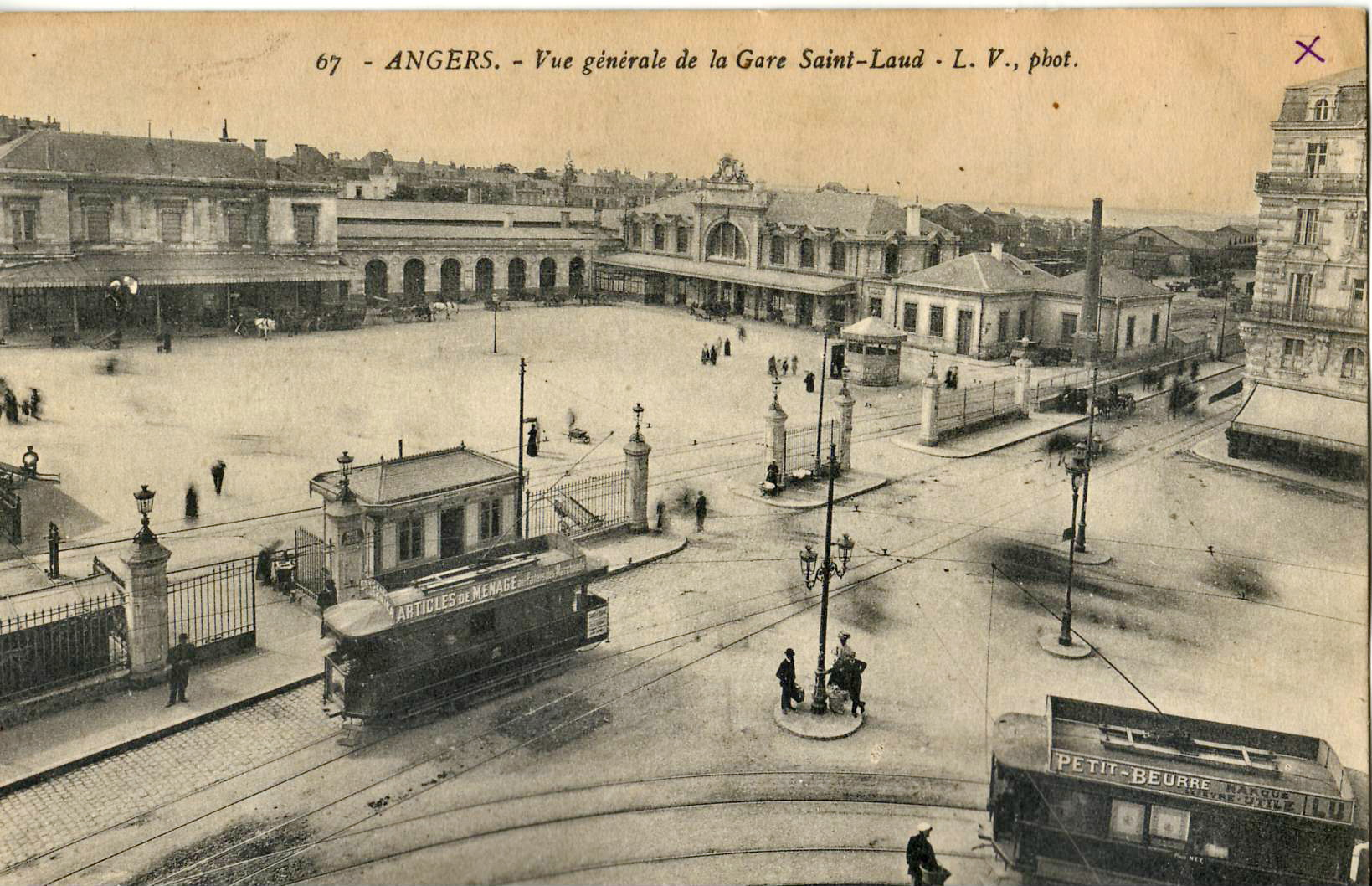
La première gare Saint-Laud, alors desservie par l'ancien tramway d'Angers, au début du XX.

La section entre Angers et Nantes est inaugurée le 21 août 1851. Cette ligne permet, au voyageur partant d'Angers, de rejoindre Paris en arrivant à la gare d'Austerlitz. Cette même année débutent les travaux de construction d'un bâtiment voyageurs « en dur », il est livré au service en 1853.
La ligne reliant Le Mans à Angers est ouverte le 7 décembre 1863 par la Compagnie des chemins de fer de l'Ouest. Cette ligne n'aboutit cependant pas en gare Saint-Laud, alors gérée par la compagnie concurrente du PO, mais en gare Saint-Serge. Le raccordement entre Écouflant (de la ligne du Mans à Angers) et la gare de Maître-École, permettant la liaison avec la gare Saint-Laud, est mis en service le 23 décembre 1878. C'est sans doute l'arrivée de ce nouveau trafic qui nécessite l'agrandissement de la gare en 1885.
La gare d'Angers-Saint-Laud est bombardée pendant la Seconde Guerre mondiale, en 1940, dans la nuit du 28 au 29 mai 1944, et le 8 juin 1944. Le corps central et une aile du bâtiment voyageurs sont entièrement détruits ainsi que les quartiers alentour. Les travaux de reconstruction débutent en 1953 sur l'emplacement de l'ancienne. La mise en service a lieu en 1956. Il s'agit d'un bâtiment « moderne », utilisant le béton-armé et le verre. L'architecte ajoute néanmoins une touche de fantaisie avec une polychromie décorative à l'intérieur du hall.
Le TGV arrive en 1989, mais les travaux de rénovation de la gare ne débutent que quelques années plus tard. La nouvelle gare intègre celle des années 1950 en l'enveloppant dans un « écrin de verre » et en l'agrandissant. Elle est inaugurée le 25 octobre 2001.
En 2010, la gare a été fréquentée par 4,5 millions de voyageurs. En 2019, la fréquentation annuelle est passée à 5,7 millions de voyageurs.

## Service des voyageurs

### Accueil
La gare possède deux accès principaux au hall : l'un du côté du parking Marengo, donnant sur le pont de Létanduère, et l'autre sur l'avenue Denis-Papin. Le premier comporte deux escalators, un ascenseur et deux escaliers fixes (un à l'extérieur, l'autre à l'intérieur du hall). Le second accès donne sur l'avenue Denis-Papin et sur la place Pierre-Semard située à 150 mètres, où se trouvent les lignes urbaines de bus du réseau Irigo et la gare routière des autocars régionaux du réseau Aléop. Cet accès dessert également une zone taxis, des hôtels, des restaurants, et des commerces. Un troisième accès se trouve dans le parking Marengo et permet de rejoindre directement deux des trois quais de la gare, sans passer par le hall. Un quatrième accès donne directement dans le parking Saint-Laud et devant la passerelle publique qui relie la place Pierre-Semard à la rue de Frémur.

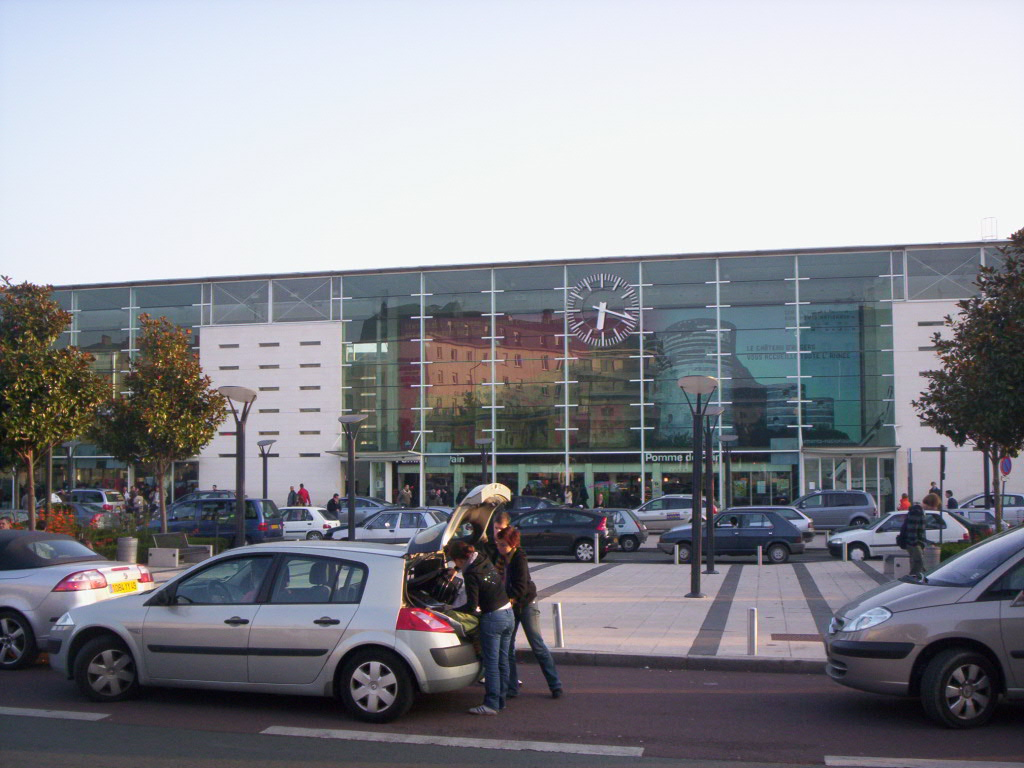
Bâtiment voyageurs, entrée Papin.

Gare SNCF, elle dispose d'un bâtiment voyageurs, avec guichets, ouvert tous les jours. Elle est équipée d'automates pour l'achat de titres de transport et de quais couverts. Elle dispose de divers services, notamment : un espace de restauration, un point de vente Relay, des distributeurs automatiques d'alimentation et depuis le 10 juillet 2015 du 2e distributeur de parapharmacie en gare de France[réf. nécessaire], des services de locations de voitures, un bureau de poste, une agence d'assurance Malakoff Médéric dont le siège régional se situe dans les immeubles tertiaires de la gare et une pharmacie à forte amplitude horaire.
La gare possède cinq voies desservies par trois quais, un latéral situé contre le bâtiment-voyageurs, ainsi que deux quais centraux.

### Desserte
La gare Saint-Laud est une gare de grandes lignes desservie par le TGV, des trains Intercités et le réseau Ouigo Train Classique. C'est également une importante gare régionale desservie par des trains du réseau TER Pays de la Loire.

#### TGV

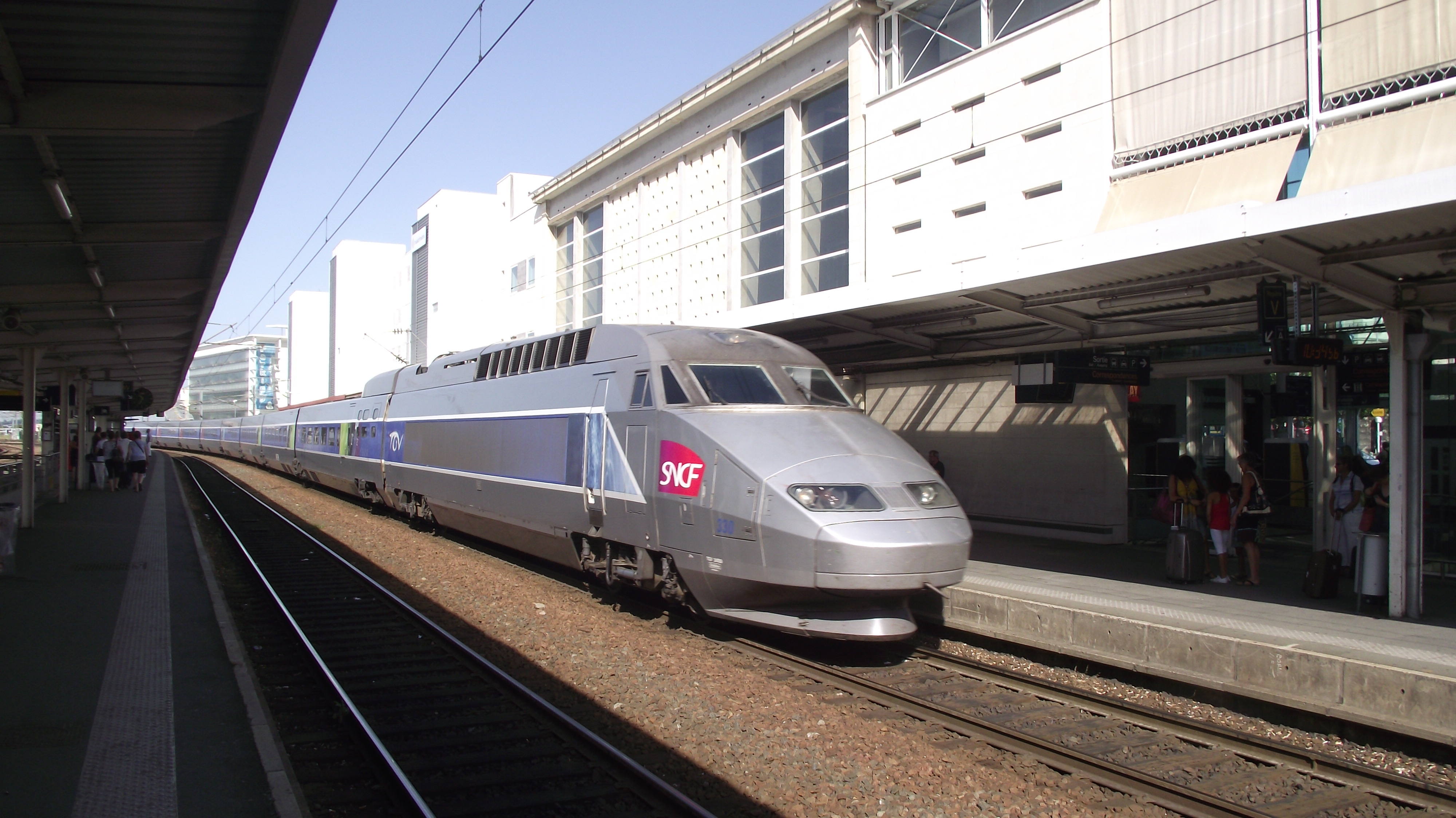
Arrivée d'un TGV, à destination de Paris-Montparnasse, voie A.

La gare est desservie par des TGV à destination de Paris-Montparnasse, Lille-Europe, Bruxelles-Midi, Lyon-Part-Dieu, Marseille-Saint-Charles, Montpellier-Saint-Roch et Strasbourg. L'écrasante majorité de ces TGV a pour origine ou terminus Nantes. Quelques TGV sont prolongés aux Sables-d'Olonne, Saint-Nazaire ou Le Croisic (uniquement les relations avec Paris). Un seul TGV est amorcé en gare d'Angers (pour Paris, le matin).
Ces TGV peuvent desservir les gares intermédiaires de leur parcours, permettant des relations directes avec Le Mans, Massy-TGV, Marne-la-Vallée - Chessy, Roissy-Charles de Gaulle, Saint-Pierre-des-Corps, Valence TGV, Avignon TGV, Nîmes, Champagne-Ardenne TGV, Lorraine TGV, La Roche-sur-Yon, La Baule-Escoublac, Sablé-sur-Sarthe et plus rarement Ancenis, Pornichet et Le Pouliguen.

#### Ouigo
Le service Ouigo existe sur la liaison Nantes – Paris, que ce soit en TGV ou en « Train Classique ».

#### Intercités

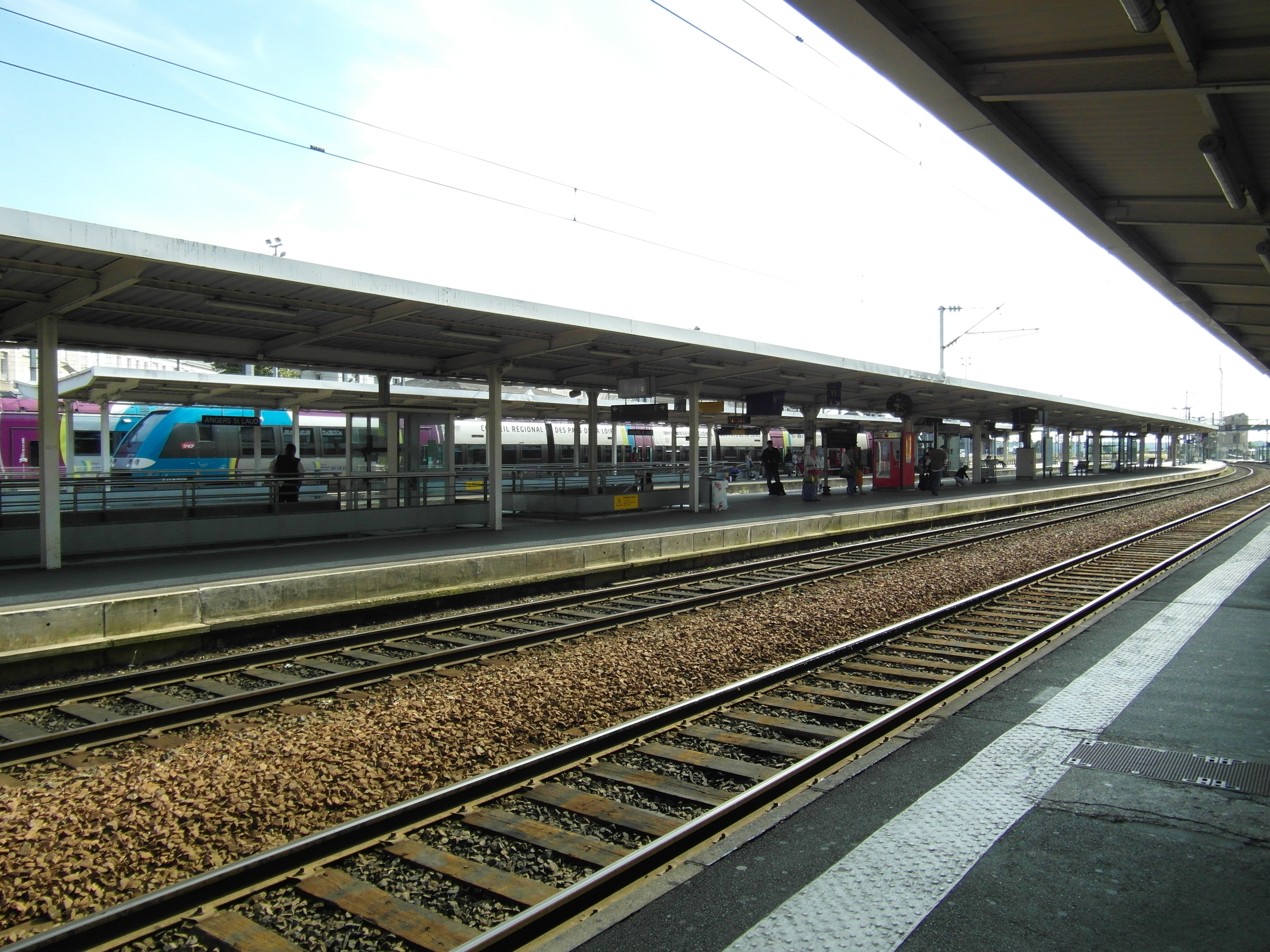
Voies et quais.

Deux allers-retours Intercités par jour circulant entre Nantes et Lyon desservent la gare.

#### TER Pays de la Loire
La gare d'Angers est desservie par des TER des relations suivantes :
- Angers - Nantes (ligne 4, omnibus) ;
- Angers - Saumur (ligne 19, omnibus), parfois prolongés au-delà de Saumur vers Tours ou Thouars ;
- Angers - Cholet (ligne 20, omnibus) ;
- Angers - Le Mans (ligne 21, omnibus) ;
- Rennes - Nantes via Sablé-sur-Sarthe et la virgule de Sablé (ligne 28, semi-directs à 200 km/h), parfois prolongés au-delà de Nantes vers Le Croisic ;
- Le Mans - Nantes (lignes 4 et 21, semi-directs parfois à 200 km/h, parfois accouplés aux Rennes - Nantes précités et parfois prolongés au-delà de Nantes vers Le Croisic) ;
- Orléans - Nantes (ligne 19, semi-directs Interloire à 200 km/h), prolongés au-delà de Nantes vers Le Croisic les vendredis, samedis et dimanches ;
- Tours - Nantes (ligne 19, semi-directs, parfois prolongés au-delà de Nantes vers Le Croisic).

### Intermodalité
La gare est desservie par les lignes A et C du tramway d'Angers, à la station Les Gares, que l'on rejoint par l'un des deux accès principaux au hall : celui du côté du parking Marengo, ou par un accès secondaire se trouvant dans ce parking.

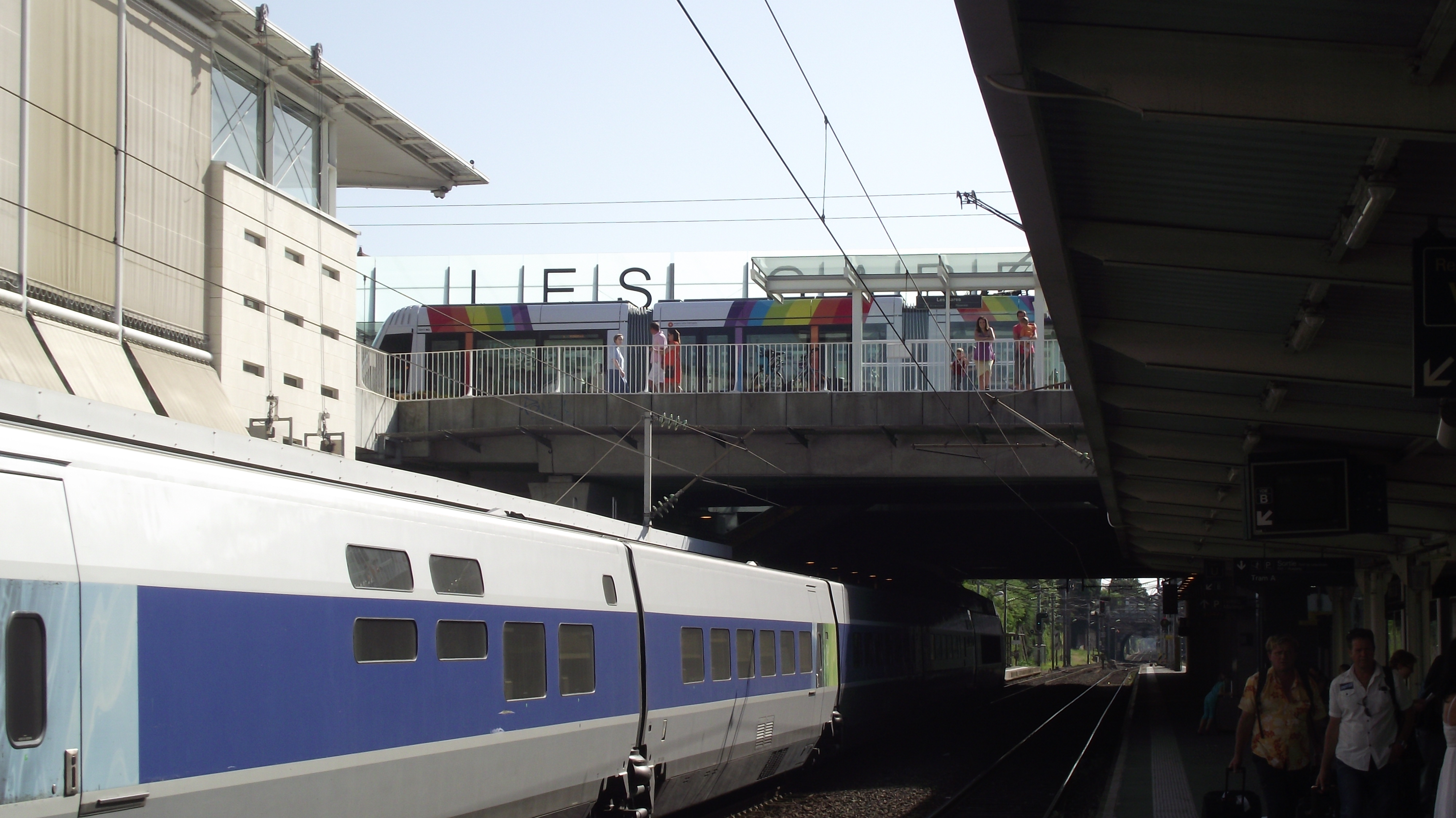
Vue de la station de tramway Les Gares depuis la voie B de la Gare Saint-Laud. En premier plan, un TGV en direction de Paris-Montparnasse, voie A.

La gare routière est située sur le parvis de la gare, sur l'avenue Denis-Papin. La place Pierre-Semard étant une annexe desservie surtout aux heures de pointe, le parvis de la gare ne pouvant accueillir tous les autocars le matin et le soir en période scolaire. L’ancienne gare routière de la place Molière, situé dans l'hypercentre, a été démantelée. Elle bénéficie de liaisons à l'échelle locale, nationale et européenne :
- par les bus du réseau des transports en commun angevins (Irigo) ; lignes 2, 4, 5, 8, 9, 10, E20, E21, E22, 39, 40, 41 et 42 ;
- par les lignes Aléop en Maine-et-Loire ;
- par les autocars des lignes routières du conseil régional : ligne 18 (Angers - Châteaubriant) ;
- par le réseau FlixBus, qui dessert des villes françaises et européennes (Bruxelles, Munich, Vienne, Bucarest, etc.)[12].

D'après une étude de FlixBus, la gare routière d'Angers est l'une des cinq meilleures gares routières de France.
La gare Saint-Laud possède deux parkings : le parking Saint-Laud qui se trouve place Pierre-Semard et qui possède 450 places sur cinq niveaux et le parking Marengo qui se trouve entre la rue de Létanduère et l'avenue Turpin-de-Crissé et qui propose 305 places sur 2 niveaux, avec un accès direct aux quais. Un troisième parking est situé au sud du parking Marengo, il s'agit de « Saint-Laud 2 », comportant 580 places

## Service des marchandises
Cette gare est ouverte au trafic fret. Elle comporte en outre une cour de marchandises, et des voies de service pour le service infrastructure SNCF.

## Activités tertiaires

Parking Saint-Laud 2.

Depuis les années 2000, la gare Saint-Laud accueille des activités tertiaires. Trois bâtiments, situés près du hall de la gare SNCF, abritent les bureaux de l'assureur Malakoff Médéric.
Ces activités tertiaires sont appelées à s'étendre au sud de la gare avec le projet Gare +. Il s'agit d'un ensemble de logements et de bureaux tertiaires (70 000 m2) destiné à s'installer au sud de la gare d'Angers-Saint-Laud mais également sur l'ancien site du Sernam. Il est envisagé de remplacer l'actuelle passerelle par une nouvelle desservant les quais et offrant ainsi un accès sud pour la gare.